# Röbel/Müritz
Röbel város a Németország Mecklenburg-Elő-Pomeránia tartományában.

## Fekvése
A varos a Müritz nyugati partjának közepe táján, egy öböl végen fekszik.

## Története
Írott forrásban elsőként 1227-ben tűnik fel Robole nevén.
II. Henrik Borwin mecklenburgi herceg emelte a települést város rangjára 1226-ban.
1227 és 1349 között Röbel volt a werle-i fejedelemség egy rezidencia.
A késő középkorban szétválaszolt az északi német újváros és a déli szláv óváros. Fal, árok és kapu volt a két városrész között. 1252 óta az újváros a schwerini püspökséghez tartozik, az óváros pedig a havelbergi püspökséghez. 400 éven keresztül pereltek a két városrész egymás ellen (1585-től 1886-ig). 1811-től csak egy polgármester mint a két résznek hivatalban van.
1952 és 1994 között Röbel járási székhely volt.

## Turistalátványosságok
- az óváros
- az evangélikus templom St. Marton
- gótikus városi templom St. Miklos
- a szélmalom
- a városfal maradványa
- klasszicistai tanácsház

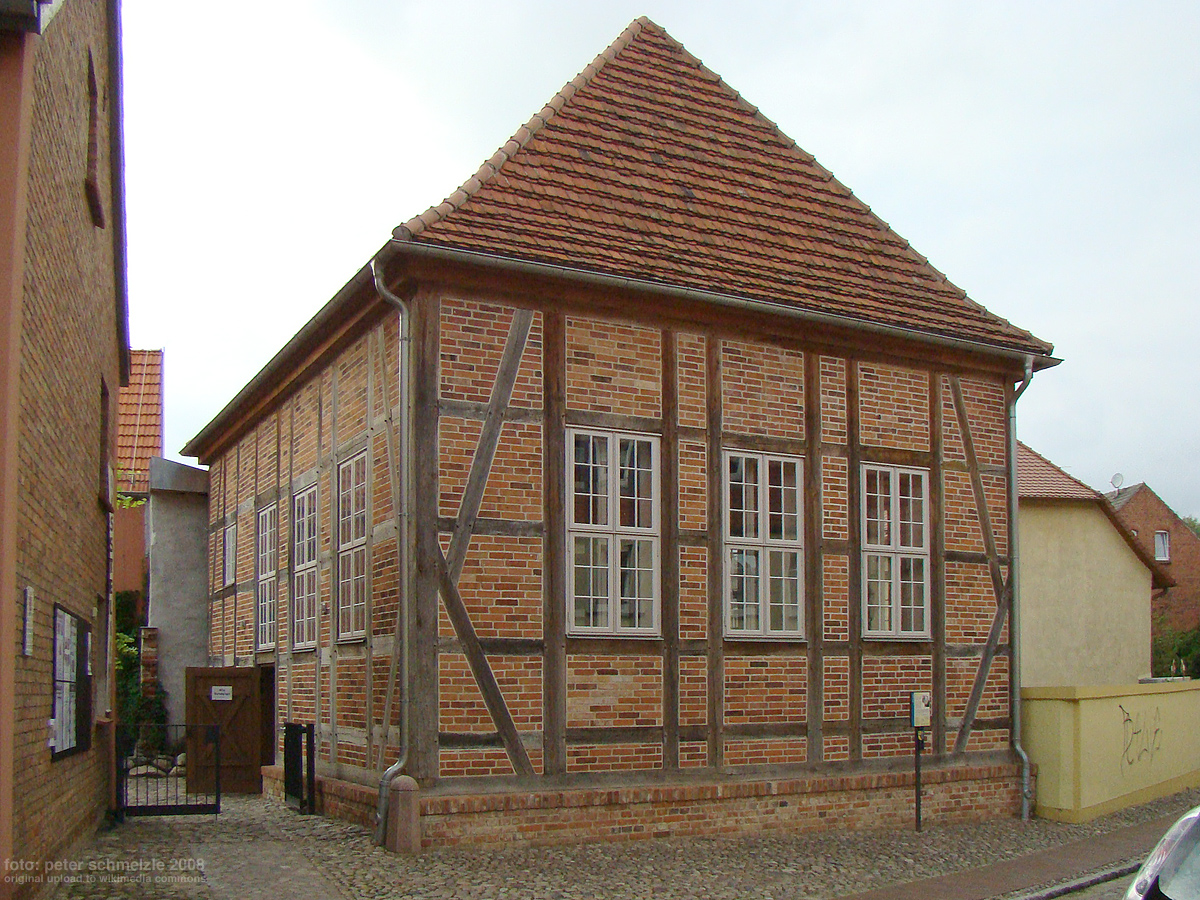
Az egykori zsinagóga ma az ENGELscherHOF-nak ad otthont
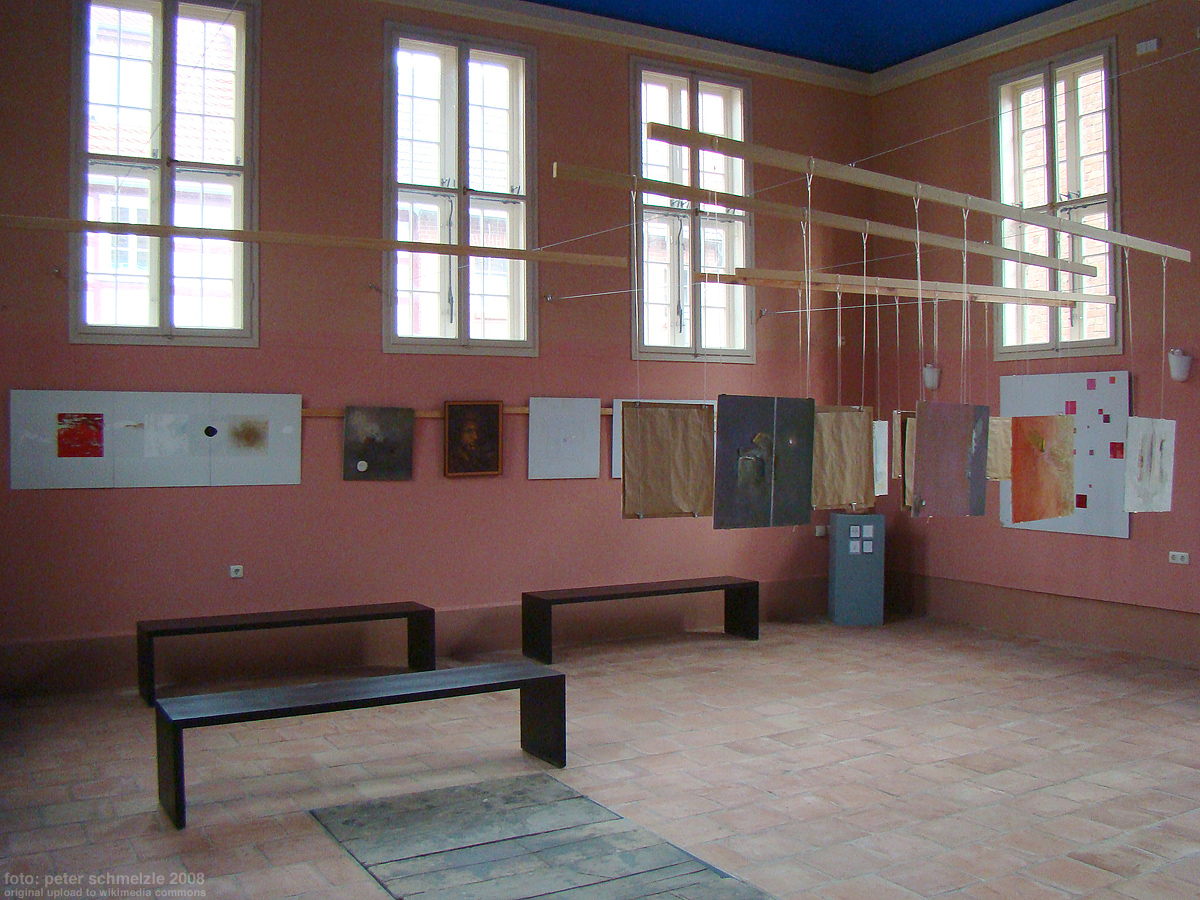
az egykori zsinagóga
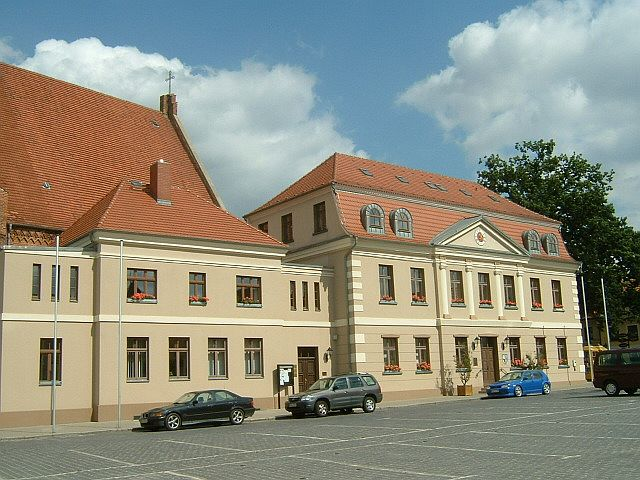
A röbeli tanácsház
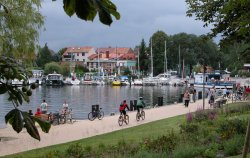
a víztorony (1912)
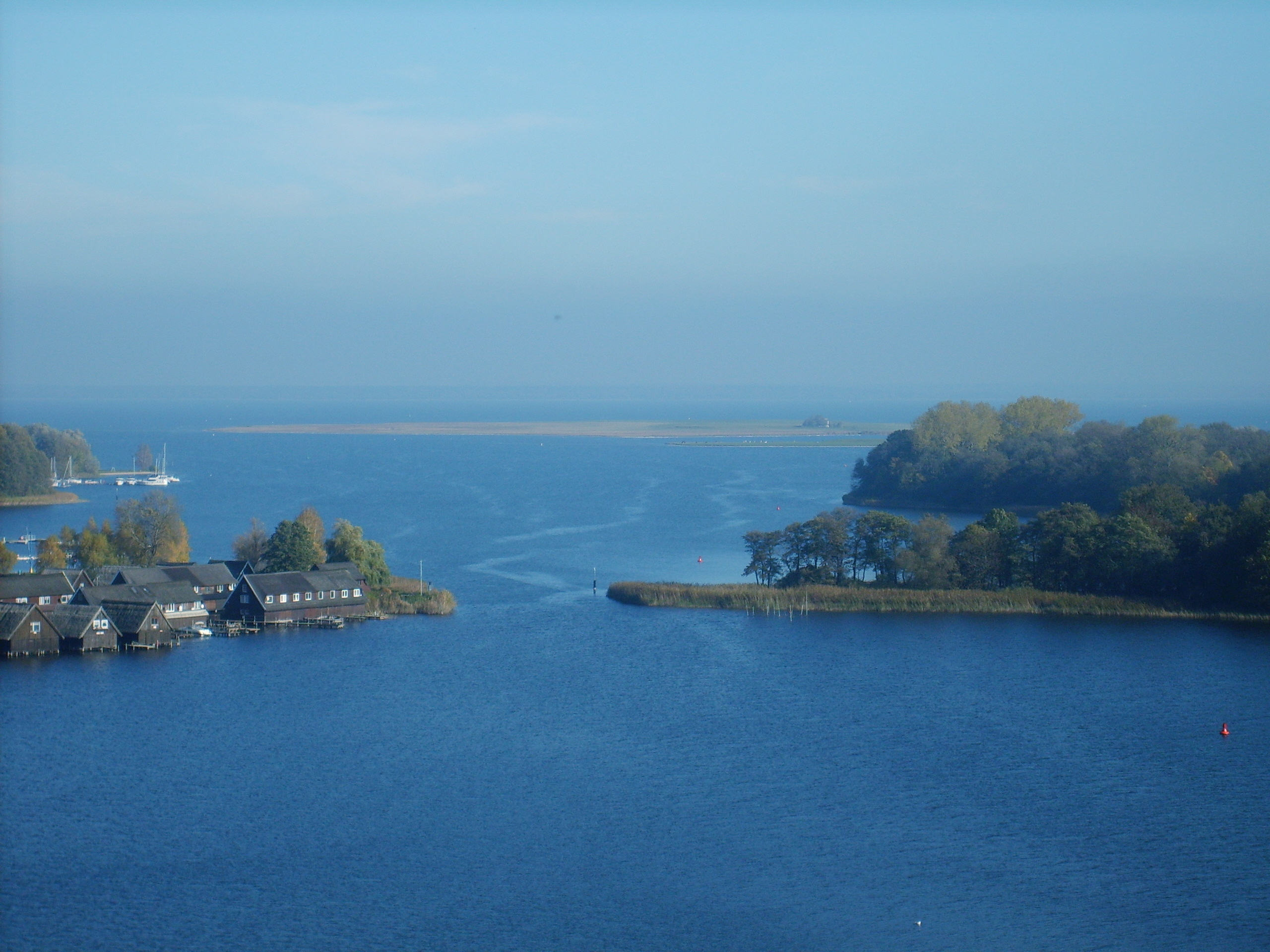
a Müritz-Therme fürdő
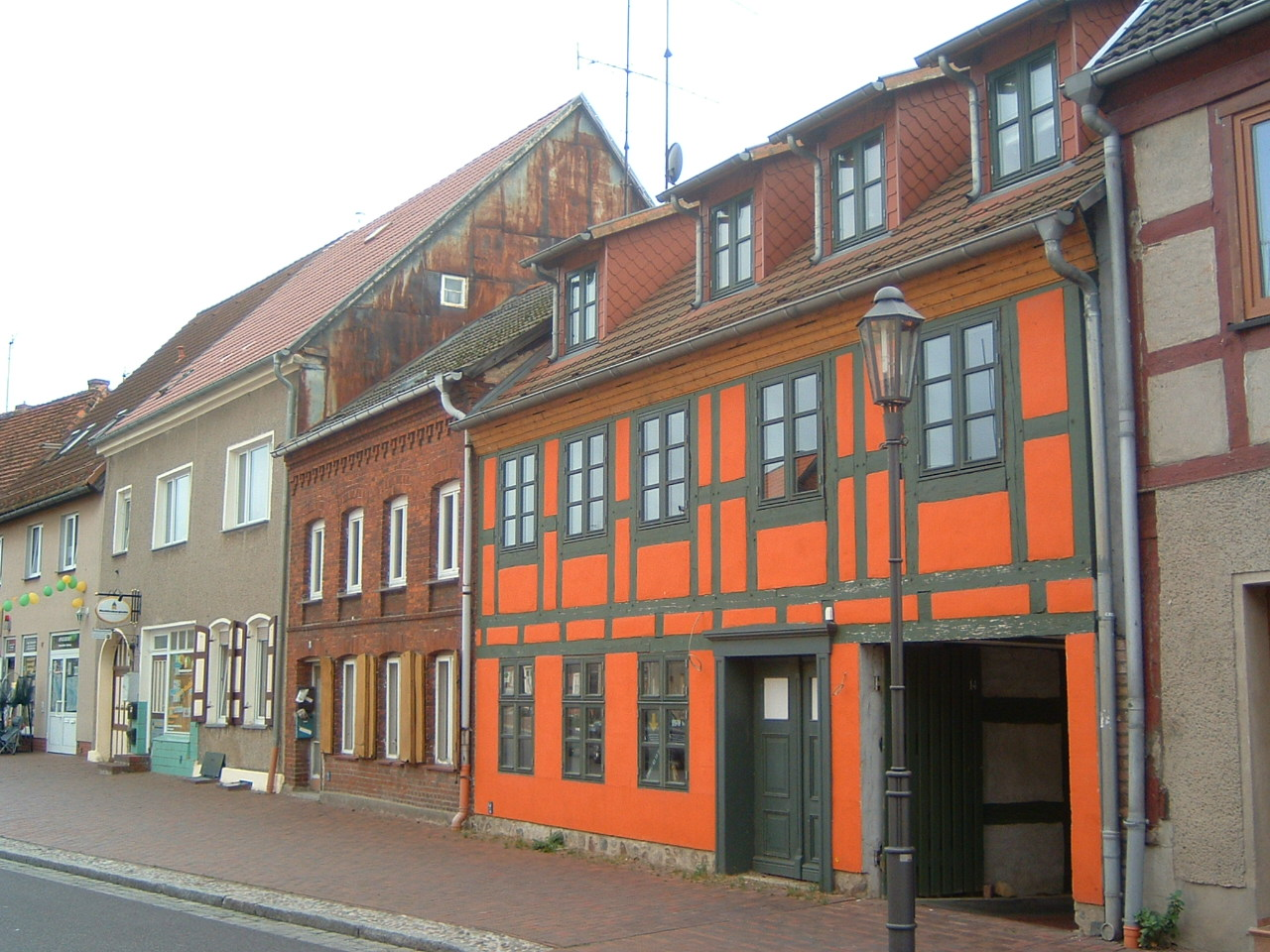
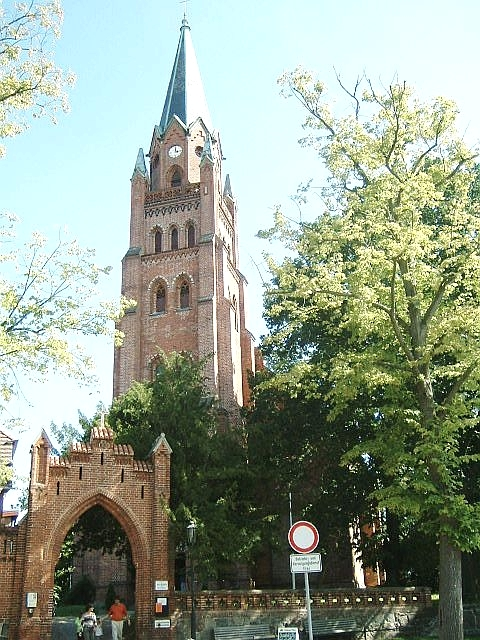
Mária-templom
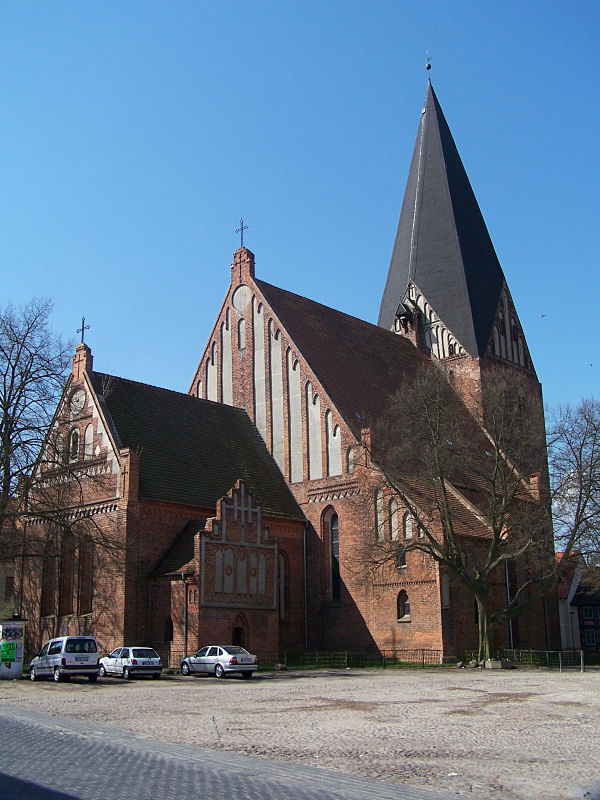
A Miklos-templom
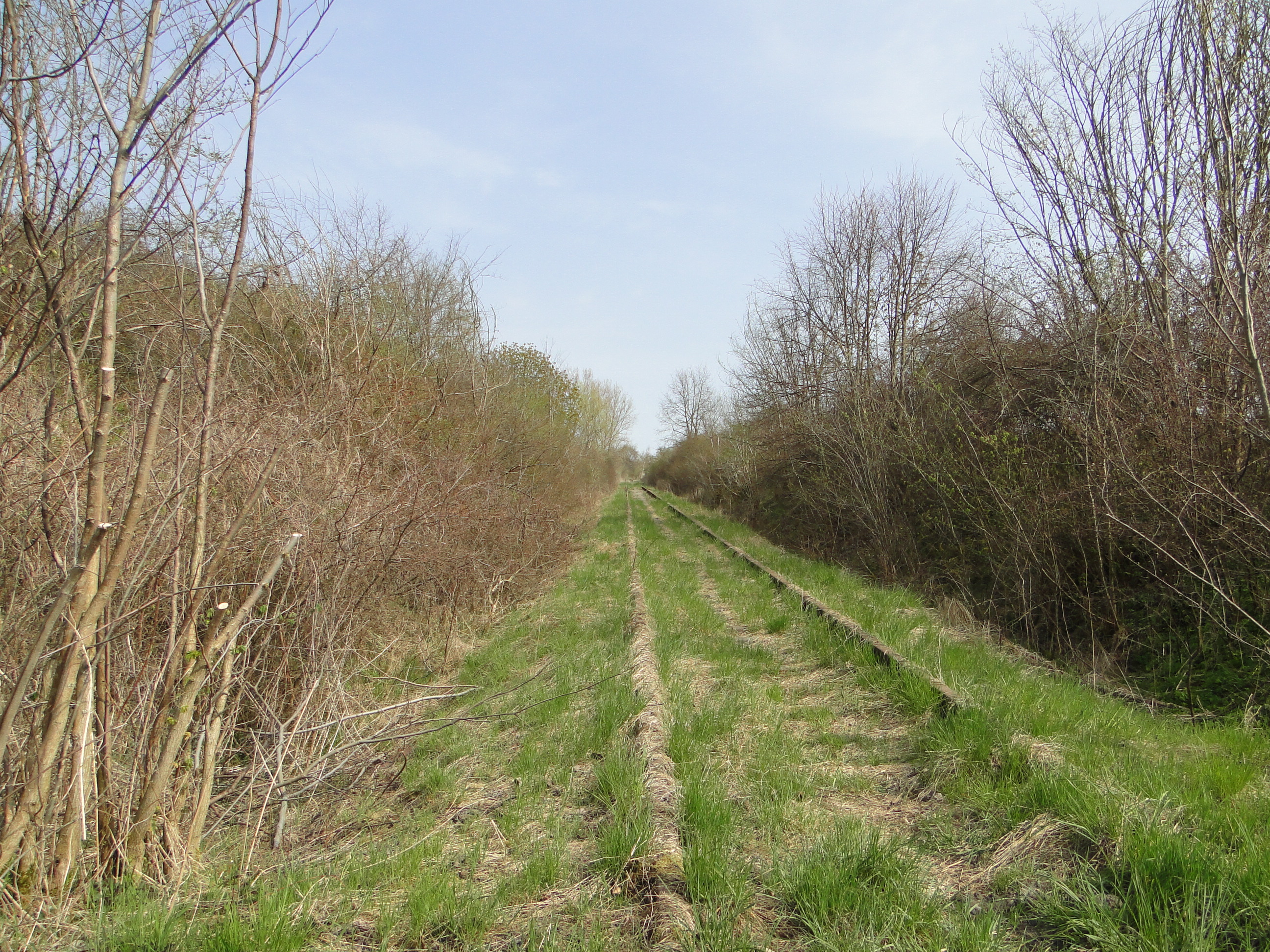
Az egykori vasútvonal

## Fordítás
- Ez a szócikk részben vagy egészben  a   Röbel című német Wikipédia-szócikk fordításán alapul.  Az eredeti cikk szerkesztőit annak laptörténete sorolja fel. Ez a jelzés csupán a megfogalmazás eredetét és a szerzői jogokat jelzi, nem szolgál a cikkben szereplő információk forrásmegjelöléseként.